# Nordkoreas herrjuniorlandslag i ishockey
Nordkoreas herrjuniorlandslag i ishockey representerar Nordkorea i ishockey för herrjuniorer. Laget spelade sin första landskamp den 18 mars 1988 i Belluno under juniorvärldsmästerskapets C-grupp, och förlorade då med 3-5 mot Danmark.

### Fotnoter
1. ↑  ”Championnat du monde 1988 des moins de 20 ans”. Hockeyarvhives. 1987-1988. http://www.passionhockey.com/hockeyarchives/U-20_1988.htm. Läst 16 december 2013.